# Dasyatis sinensis
Dasyatis sinensis és una espècie de peix de la família dels dasiàtids i de l'ordre dels myliobatiformes.

## Reproducció
És ovovivípar.

## Hàbitat
És un peix marí, de clima subtropical i demersal.

## Distribució geogràfica
Es troba a l'oceà Pacífic nord-occidental: Shanghai (la Xina).

## Observacions
És inofensiu per als humans.